# Elisabeth Grundtvig
Johanne Elisabeth Grundtvig (født 1. december 1856 i København, død 10. februar 1945 på Frederiksberg) var litterat, oversætter og forkæmper for kvindesagen.

## Familie og uddannelse
Elisabeth var datter af arkivaren Johan Diderik Nicolaj Blicher Grundtvig (1822-1907) og Oline Vilhelmine Christiane Stenersen (1828-93). Gennem sin far var hun barnebarn af N.F.S. Grundtvig.
Hun blev uddannet som lærerinde fra N. Zahles Skole, hvor hun også aflagde institutbestyrerprøven i 1884.

## Kvindebevægelsen
I 1883 blev både Elisabeth og moderen, Oline Vilhelmine Christiane Stenersen, medlemmer af Dansk Kvindesamfund på Severine Casses anbefaling. Hun blev her den første redaktør af medlemsbladet Kvinden og Samfundet fra 1885-86, hvor hun overlod posten til Kirstine Frederiksen. Hun fik dog posten tilbage i 1890-94. I 1887-89 blev hun ydermere redaktør af foreningens tematiske småskriftserie Gule Hæfter. I første omgang foregik arbejder med Kvinden og Samfundet sammen med Ida Falbe-Hansen og de to kvinder boede sammen fra 1887 og indtil Falbe-Hansens død i 1922.
1887-89 og 1891-92 sad Elisabeth som styrelsesmedlem i Dansk Kvindesamfund, derefter var hun medlem af bestyrelsen for Københavnkredsen. Her var hun formand 1895-97.

## Sædelighedsfejden
Ved et lukket møde i Dansk Kvindesamfund i 1887 holdt Elisabeth et foredrag om Nutidens sædelige Lighedskrav. Foredraget, som tog stilling til Sædelighedsfejden, blev foranledning til en indre splittelse i kvindesagsforeningen. Elisabeth gik her i forsvar for samtidens borgerlige og religiøse moral, nemlig førægteskabelig cølibat og monogami. Den faktiske seksuelle praksis og tidens dobbeltmoral gav hende afsæt for at kritisere mænd, som hun mente burde overtage de mere 'rene' kvinders kønsmoral, da den lå på et højere niveau end mænds.
Foredraget blev trykt i Kvinde og Samfundet og blev anledning til et ironisk bombardement fra tidens største litteraturkritiker, Georg Brandes i Politiken. Elisabeth gav igen ved at lægge sag an imod Brandes, men da han havde skrevet sine artikler under mærke blev de Politikens ansvarshavende redaktør Viggo Hørup, der blev idømt en bøde efter retssagen.

## Rigsdagen
Gennem sit bekendtskab med rigsdagsmanden Svend Høgsbro, som også var styrelsesmedlem i Dansk Kvindesamfund, blev Elisabeth inspireret til at tage stenografeksamen, hvilket hun gjorde i 1889. Året efter, i 1890, blev hun ansat som Rigsdagens første kvindelige funktionær. Hun blev støttet af Folketingets formand, Sofus Høgsbro, men mødte stor modstand fra Landstingets formand, Otto Liebe. Af denne grund blev et kompromis indgået, og Elisabeth havde som følge heraf ikke adgang til Folketingssalen. Dette forbud ophørte først i 1891. I 1894 blev hun forfremmet til en korrektørstilling, men i 1897 søgte hun om at forlade sit job.

## Senere liv
I 1904 stiftede Elisabeth sammen med historikeren Anna Hude og den finskfødte Anna Berendsen Politisk Kvindeforening, der senere fik navnet Københavns Kvindevalgretsforening. Udover dette var hun ikke synderligt synligt i kampen for kvindernes valgret.
Sammen med sin bofælle, Ida Falbe-Hansen, arbejde Elisabeth med oversættelser. F.eks. oversatte og introducerede de den svenske forfatter og senere Nobelpristager Selma Lagerlöfs værker. Dette arbejde fortsatte Elisabeth selv efter Falbe-Hansens død i 1922.